# Tabakerzeugnisgesetz
Das deutsche Tabakerzeugnisgesetz regelt Inhaltsstoffe, Emissionswerte und Informationspflichten von Tabak- und verwandten Erzeugnissen. Es dient der Umsetzung der Richtlinie 2014/40/EU und ersetzt das Vorläufige Tabakgesetz. Weitere Details zur Anwendung des Gesetzes sind in der Tabakerzeugnisverordnung (TabErzV) enthalten.

## Verbot von Zusatz- und Inhaltsstoffen in Tabakerzeugnissen und elektronischen Zigaretten
Die Anlagen 1 und 2 zur TabErzV enthalten Bestimmungen zu Zusatzstoffen in Tabakerzeugnissen und zu Inhaltsstoffen in elektronischen Zigaretten. Das Bundesverfassungsgericht hat am 8. September 2020 eine Beschwerde gegen die Anwendung dieser Anlagen nicht zur Entscheidung angenommen (mit Menthol aromatisierte Tabakerzeugnisse; Beschluss vom 8. September 2020, Az. 1 BvR 895/16).